# 281 (عدد)
281 هو عدد صحيح طبيعي بين 280 و282

## في الرياضيات

### خصائص
- 281 عدد أولي
- 281 عدد فردي
- 281 عدد ناقص